# عزلة الأحكوم (إب)

تعديل مصدري - تعديل

عزلة الاحكوم هي إحدى عزل مديرية حزم العدين في محافظة إب اليمنية ويبلغ تعداد سكانها 3122 نسمة حسب التعداد السكاني في اليمن لعام 2004.